# Église Saint-Martin d'Argentan
L'église Saint-Martin est une église catholique située à Argentan, en France.

## Localisation
L'église est située dans le département français de l'Orne, sur la commune d'Argentan, rue Saint-Martin.

## Historique
La construction commence au XVe siècle et s'achève au XVIIe siècle. Les vitraux sont posés entre 1540 et 1550.
L'église est construite sur pilotis, car la zone était marécageuse à l'époque.
L'édifice est classé au titre des monuments historiques en 1862.

## Architecture
L'église est de style gothique flamboyant.
Son clocher est octogonal, à flèche ajourée.

## Tempête Ciarán
Le 2 novembre 2023, deux pinacles de l’église ne résistent pas aux rafales de la tempête Ciarán.

## Mobilier

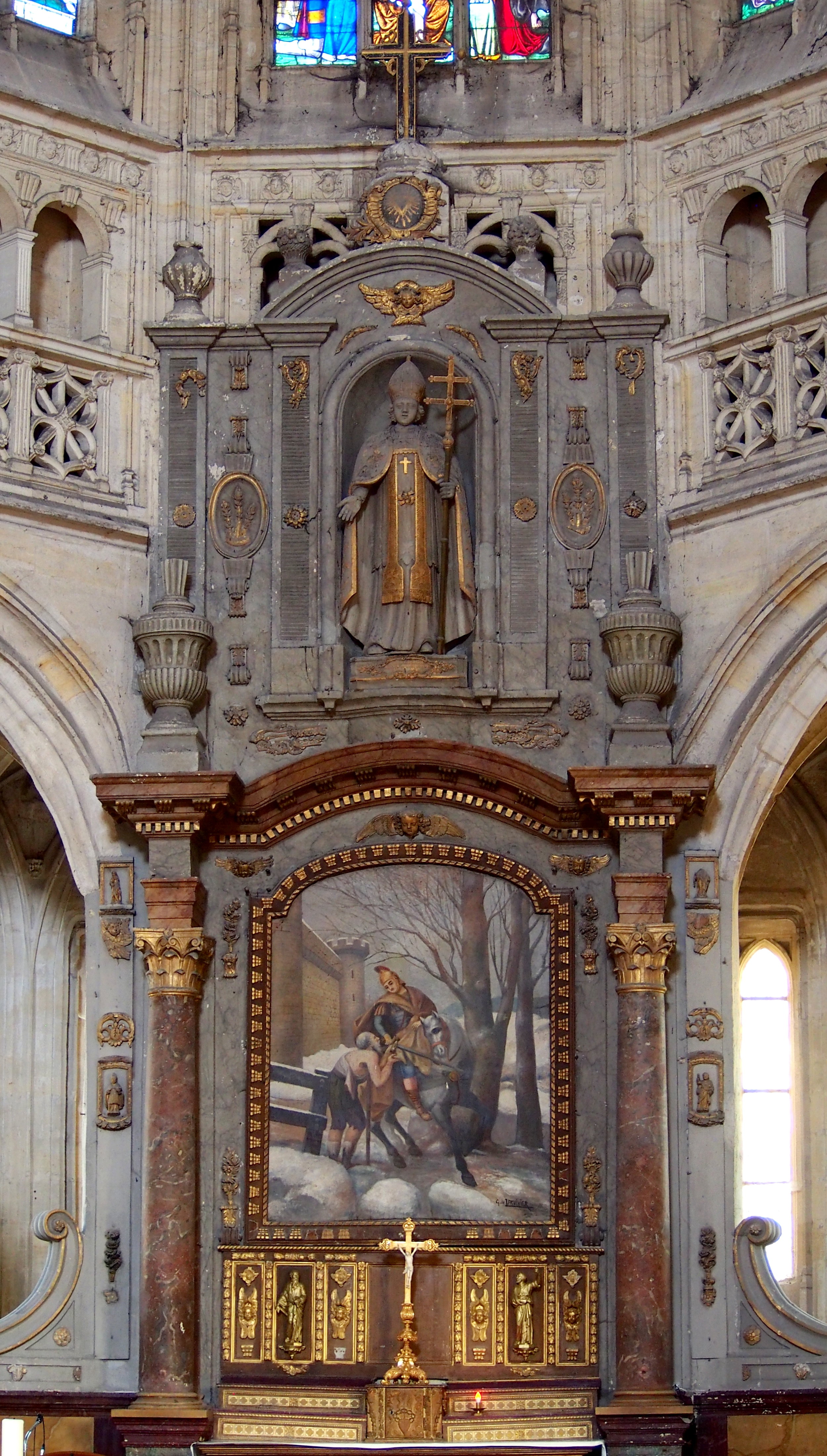
Le maitre-autel.
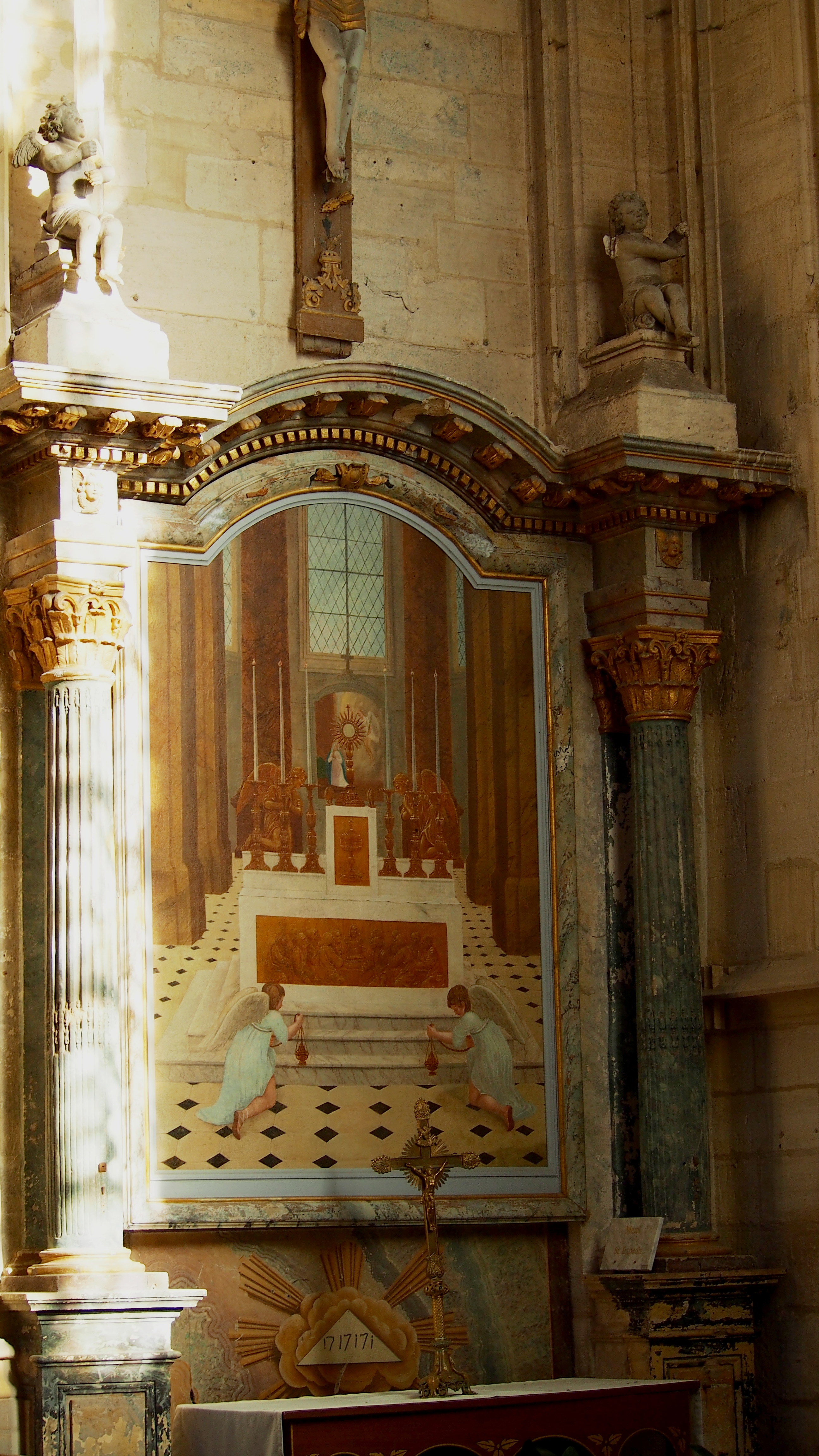
Le retable latéral nord.
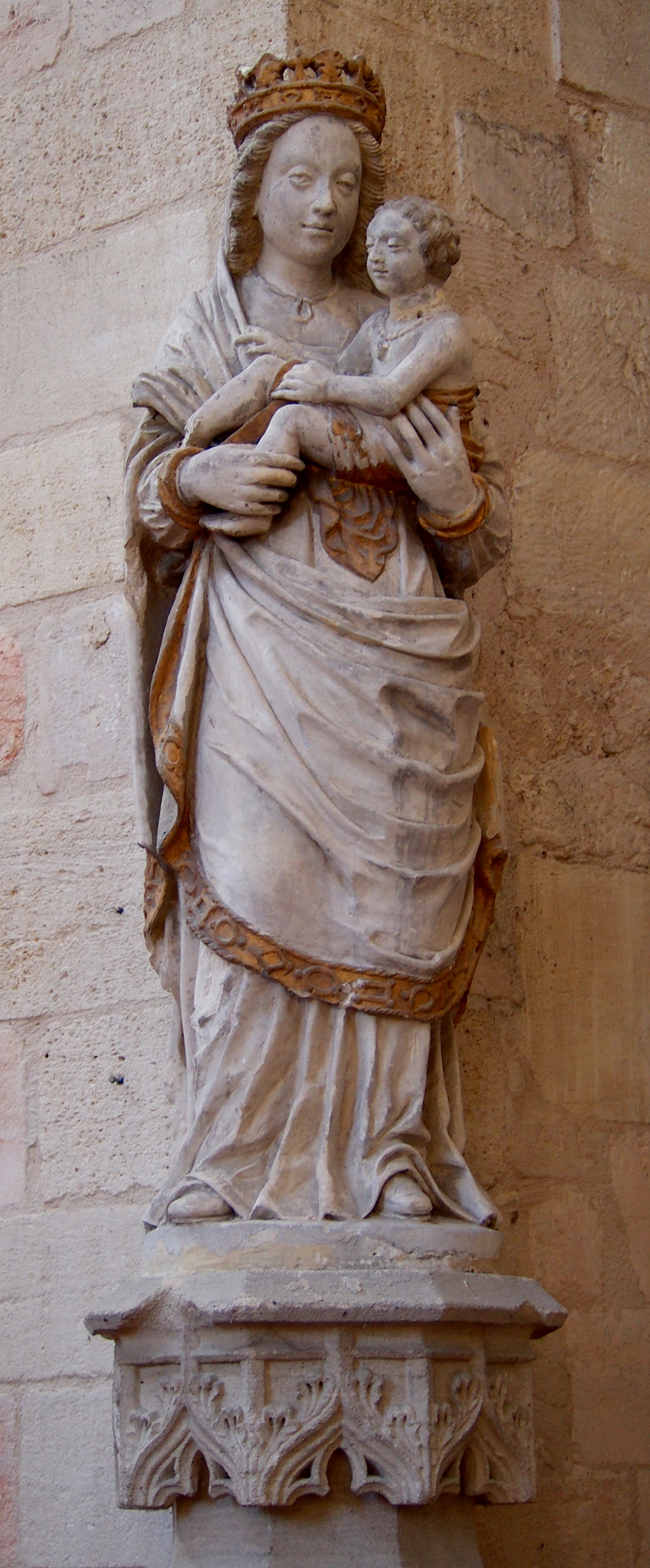
La Vierge à l'Enfant.
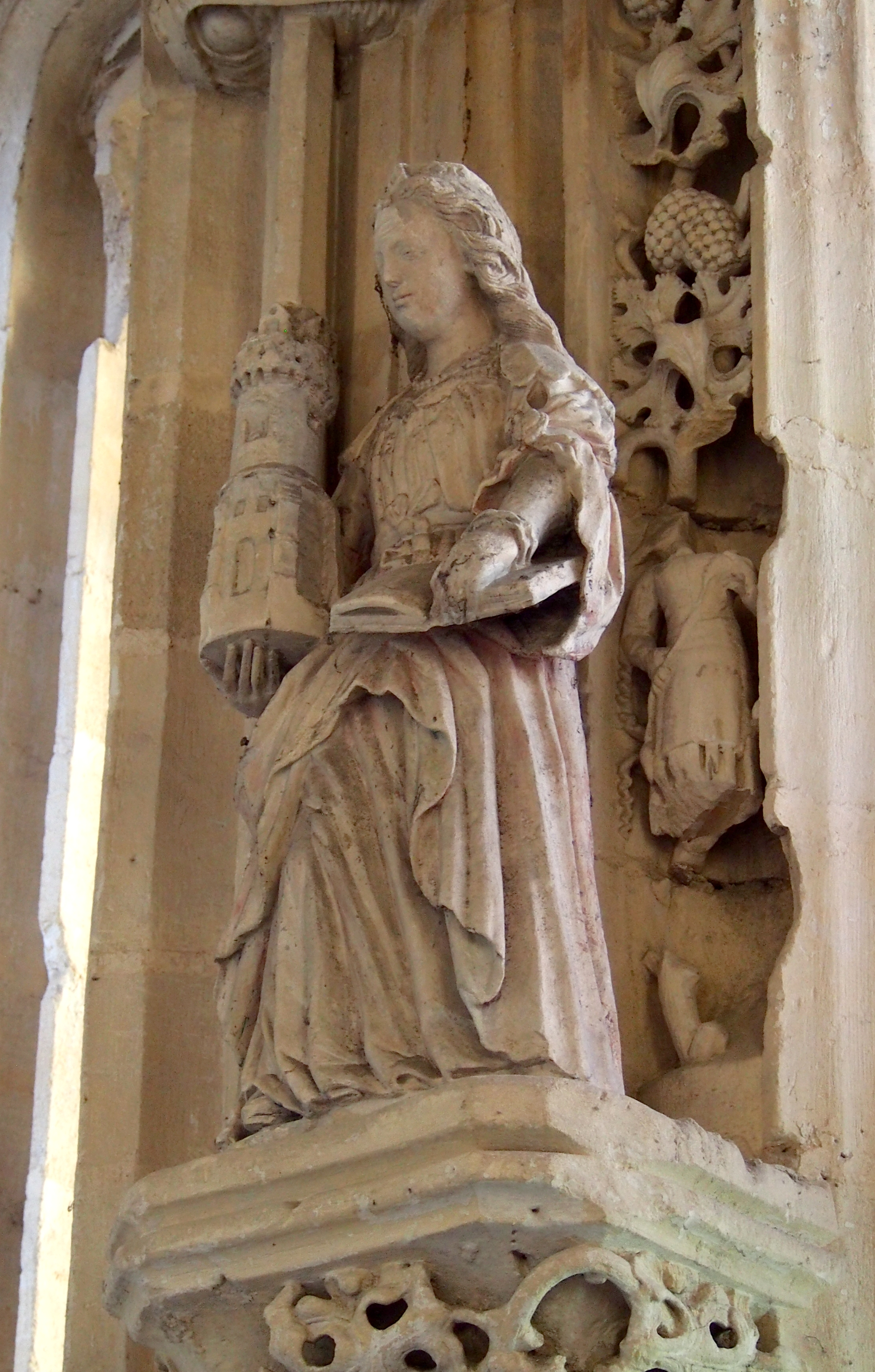
La statue de sainte Barbe.